# Manon Moreels
Pour les articles homonymes, voir Moreels.
Manon Moreels, née le 22 mars 2001 à Lens (Pas-de-Calais), est une joueuse internationale française de volley-ball évoluant au poste de réceptionneuse-attaquante.

## Biographie

### Enfance et formation
Née à Lens, elle se passionne pour le sport dès son plus jeune âge et commence la pratique par le basket-ball puis s'essaye ensuite à la natation et au volley-ball, dernière discipline qu'elle découvre et apprécie durant sa scolarité. Émilie Hipp (née Maréchal), joueuse et membre de l'encadrement du Volley Club Harnésien, l'initie et l'invite à rejoindre le club Artois où lors de son passage, elle se retrouve notamment titulaire en Championnat Élite (2e division nationale) à l’âge de 15 ans durant la saison 2016-2017, avant d'intégrer l'Institut fédéral de volley-ball (IFVB) de Toulouse. Au sein de celui-ci, elle évolue en Élite puis monte en Ligue A dès sa première année, où elle fait ses débuts à 17 ans seulement et joue durant 2 saisons.

### Carrière en club
En 2020, elle signe son premier contrat professionnel avec le Volley Club Marcq-en-Barœul et retrouve sa région d'origine,,,. Lors de la pré-saison 2021-2022, elle se blesse gravement au niveau des ligaments croisés du genou à l'occasion d'un match de préparation et doit faire face à une période d'indisponibilité évaluée entre sept et neuf mois,.

### En sélection nationale
En Janvier 2019, elle fait ses débuts en équipe de France à 17 ans seulement, lors des éliminatoires du Championnat d'Europe 2019. L'été suivant, elle figure dans la liste des 14 joueuses retenues par le sélectionneur Émile Rousseaux pour l'Euro 2019 en Turquie où elle vit sa première expérience dans une grande compétition internationale. Au cours du match face à la Serbie (défaite 1-3 des Bleues), Manon Moreels, auteure d'une prestation remarquée, est également victime d'une rupture des ligaments croisés postérieurs du genou, une blessure qui ne nécessite cependant pas d'intervention chirurgicale mais une rééducation de plusieurs semaines. Les Françaises sont finalement éliminées dès le premier tour. En avril 2021, elle est rappelée avant de devoir renoncer, étant positive au Covid-19,,. Au mois de juin suivant, elle retrouve la sélection à l'occasion de la Ligue européenne se disputant à Harnes, lieu de ses débuts dans le volleyball,, puis lors de l'été, elle participe à la préparation de l'Euro 2021 sans toutefois prendre part à la compétition, n'ayant pas été retenue dans la liste définitive.

## Clubs
- VC Marcq-en-Barœul (2020–2023)

## Palmarès

### En sélection nationale
- Coupe Savaria (1) : 
  - Vainqueur en 2019.

### En club
Néant